# Saprobisierung
Als Saprobisierung bezeichnet man eine Form der Gewässerbelastung, durch anthropogene (vom Menschen verursachte) Erhöhung der Saprobie. Sie kommt in allen Arten und Formen von Gewässern vor, der Ausdruck Saprobisierung wird aber fast nur für stehende Gewässer wie Seen, oder für Buchten und Abschnitte von Binnenmeeren verwendet. Gegensatz zur Saprobisierung ist die (biologische) Selbstreinigung.
Im Gegensatz zur Eutrophierung dem Eintrag von Nährsalzen in ein Gewässer, handelt es sich bei der Saprobisierung um den Zustrom von organischen Nährstoffen (Biomasse). Diese wird von spezialisierten Organismen, den Destruenten, die für den Abbau der organischen Substanzen sorgen, unter Verbrauch von Sauerstoff mineralisiert. Dadurch nimmt in den tieferen Gewässerbereichen, wohin die organische Substanz im Normalfall absinkt, der Sauerstoffgehalt ab. In tieferen Gewässern, in deren Tiefenzone kaum mehr Licht einfällt, mit dessen Hilfe Sauerstoff im Rahmen der Photosynthese von den Produzenten produziert werden könnte, kann der Sauerstoffgehalt auf Null abfallen (Anoxie). Der Sauerstoffmangel führt in der Regel dazu, dass obligate Aerobier, also Lebewesen, die zwingend Sauerstoff zum Überleben benötigen, verschwinden. Ferner kann es durch anaerobe Dissimilation (also Abbau unter Abwesenheit von Sauerstoff) der Nährstoffe zur Entstehung giftiger Substanzen wie H2S oder NH3 kommen, die sich bei Durchmischung des Wassers verteilen und somit auch für Lebewesen in anderen Schichten gefährlich werden können.
Während Saprobisierung im Regelfall für das Gewässer und dessen Nutzbarkeit durch den Menschen belastend und daher unerwünscht ist, wird für einen besonderen Gewässertyp, die Restlöcher von Braunkohlen-Tagebauen, eine künstliche Saprobisierung als Sanierungsmethode durchgeführt (kontrollierte Saprobisierung). Diese Gewässer sind gleichzeitig extrem versauert wie auch nährstoffarm (oligotroph) und dadurch lebensfeindlich und nur von wenigen, spezialisierten Organismen besiedelbar. Zufuhr von Nährstoffen, vor allem von Phosphaten, über Biomasse hat hier den Vorteil, dass diese nicht sofort anorganisch, über die reichlich vorhandenen Eisen-Ionen wieder ausgefällt und damit festgelegt werden (zum Mechanismus vgl. Phosphatfalle).